# Cochise
Pour les articles homonymes, voir Cochise (homonymie).
Cochise (« chêne » en apache) est un chef apache du groupe des Chiricahuas, né vers 1810, probablement dans l'Arizona, et mort le 9 juin 1874.

## Biographie

### Premières années
Les date et lieu de naissance de Cochise ne sont pas précisément connus ; il serait né entre 1800 et 1815, probablement vers 1810, dans le nord du Mexique ou dans le sud-est de l'Arizona. Certains historiens pensent qu'il est né dans les montagnes Chiricahua, territoire qu'occupaient alors les Chokonens, groupe d'Apaches Chiricahuas dont Cochise faisait partie,. Il est le fils d'un chef des Chokonens, probablement Pisago Cabezón, et a au moins deux jeunes frères nommés Coyuntura et Juan, ainsi qu'une sœur. Le nom que Cochise reçut à la naissance nous est aujourd'hui inconnu. Dans sa jeunesse, il se fait appeler Goci, ce qui signifie littéralement « son nez », en référence à son nez aquilin.
Peu de choses sont connues sur ses premières années. Étant fils de chef, il a probablement reçu une éducation et un entraînement supérieurs à ceux que recevaient les autres jeunes de son âge.
À la naissance de Cochise, les Apaches vivent dans une paix relative avec les Espagnols. En effet, après des décennies de conflits, le vice-roi de Nouvelle-Espagne, Bernardo de Gálvez, fait publier en 1786 l'Instrucción dans laquelle il préconise une nouvelle politique vis-à-vis des Amérindiens. Le gouvernement tente de persuader les Apaches de venir s'installer à proximité des presidios où on leur fournit des rations, des vêtements ou encore de l'alcool, afin de briser le système social apache en les rendant dépendants des Espagnols. Le début de la guerre d'indépendance du Mexique qui coïncide approximativement avec la naissance de Cochise, change de manière significative les relations entre les Apaches Chiricahuas et le Mexique. En effet, la guerre a épuisé l'argent public et réduit les fonds alloués au maintien des presidios et aux rations prévues pour les Apaches.
À la fin des années 1830, il épouse Dos-teh-seh, fille de Mangas Coloradas, avec qui il a deux fils : Tazha né au début des années 1850 et Naiche né vers 1856.

### Affaire Bascom
En 1861, il est accusé injustement par les autorités américaines de l’enlèvement d’un enfant blanc. Après lui avoir proposé l’hospitalité sous sa tente, le lieutenant George Nicholas Bascom tente de le prendre en otage pour obtenir la libération de l’enfant.
Si Cochise réussit à s’échapper, plusieurs membres de sa famille sont capturés. Rapidement, il fait prisonnier quatre Américains pour négocier la libération des Apaches retenus prisonniers. Finalement soldats et Apaches exécutent leurs otages respectifs. Ulcéré par la pendaison de son frère Coyuntura et de deux de ses neveux, Cochise commence alors une guerre ouverte qui dure plus de dix ans. Il s’allie alors avec son beau-père Mangas Coloradas et devient chef d’une bande de deux cents guerriers Chiricahuas et Mimbreños.

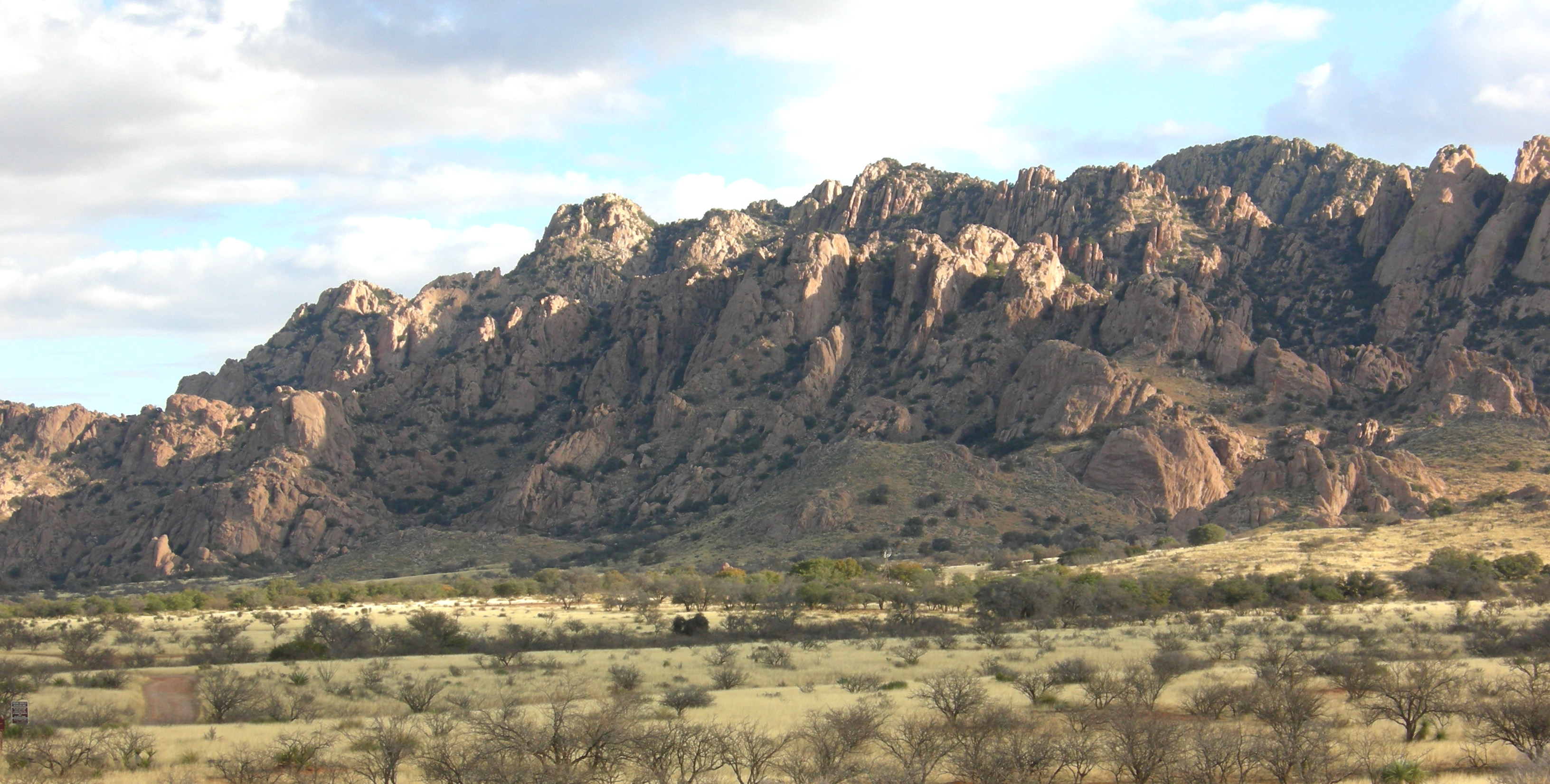
Les monts Dragoon en Arizona, lieu qui servit de refuge à Cochise et ses hommes.

Il entreprend une guerre de résistance contre les colons blancs qui envahissent son territoire. À la bataille d'Apache Pass en 1862, il subit une défaite face à l’artillerie du général James Henry Carleton. Il devient peu après le principal chef apache à la suite de la mort de Mangas Coloradas capturé par traîtrise, torturé et mis à mort. Il se réfugie avec ses hommes dans les monts Dragoon et Chiricahua et ils échappent à leurs poursuivants pendant près de dix ans, faisant régner la terreur sur tout le territoire apache.
Puis, un jour, un blanc, Thomas Jeffords, chargé de transporter le courrier et de traverser le territoire apache, vient voir Cochise sans armes avec un drapeau blanc. Tous les deux sont honnêtes, hommes de parole et loyaux. Une amitié naît que le temps n'a pas détruit. Cochise s’engage à ce que le courrier passe toujours sans être attaqué, du moment qu'il s'agit de courrier public et non de messages de l'armée. La guérilla continue mais « le courrier » passe toujours sans la moindre anicroche.
En 1872, conseillé par Thomas Jeffords, Cochise accepte d’engager des négociations de paix avec le général Oliver Otis Howard. Les deux parties s’entendent sur l’arrêt des hostilités et la création d’une réserve à Sulphur Springs, sur le territoire Chiricahua, à la condition que celui qui dirige la réserve soit son ami, Thomas Jeffords. Cochise y a vécu jusqu'à sa mort en 1874.

## Citations
- À son ami Thomas Jeffords :

« Ce sont toujours les faibles qui perdent. Longtemps nous avons été les plus forts. Maintenant, nous sommes les plus faibles. Nous serons battus et nous mourrons, lentement si l'on réussit à nous enfermer dans des réserves, rapidement si l'on nous anéantit au cours d'une bataille. Puis ce sera votre tour. Après en avoir fini avec nous, vous vous tournerez vers d'autres peuples. Je suis certain que vous ne cesserez jamais de vous battre contre ces peuples qui sont sur des terres lointaines, de l'autre côté des océans et qui parlent des langues incompréhensibles. Serez-vous plus forts qu'eux ? Vous écraseront-ils ? Peu importe. Je ne sais qu'une chose : vous vous battrez sans répit. Partout où il y a des êtres vivants, la guerre est permanente. Nous autres Indiens, nous approchons de notre fin. La vôtre viendra aussi. Un homme fort rencontre toujours un homme plus fort que lui. »

« Shikissen (« mon frère »), crois-tu que tu me reverras encore en vie ? Je sens la mort venir, ce sera pour demain matin vers dix heures. Crois-tu alors qu'on se retrouvera ? Durant ma maladie, j'ai eu l'occasion d'y réfléchir bien souvent, et j'en suis venu à la conclusion que les vrais amis se rejoignent là-haut, plus loin que les montagnes, quelque part au-delà des cieux. C'est ce que je crois. »

- Réponse faite après la proposition concernant le déplacement de son peuple sur la réserve de Tularosa au Nouveau-Mexique :

« Ceci est un bien long voyage. Là-bas, les mouches dévorent les yeux des chevaux. De mauvais esprits hantent ces lieux. Je veux rester dans nos montagnes, là où leurs eaux m'ont si souvent désaltéré. Je ne veux pas quitter mon pays. »

## Dans la culture populaire

### Films
La négociation entre Cochise et Thomas Jeffords et la bataille d'Apache Pass firent l'objet au cinéma de trois westerns américains :
- Le Massacre de Fort Apache (Fort Apache) de John Ford (1948)
- La Flèche brisée (The Broken Arrow) de Delmer Daves (1950)
- Au mépris des lois (Battle at Apache Pass) de George Sherman (1951)
- Dans la saga Arme Fatale, Martin Riggs (interprété par Mel Gibson) appelle son coéquipier Roger Murtaugh (interprété par Danny Glover) par le nom du chef apache.
- Dans la série Falling Skies, Cochise est le surnom donné par les Humains à Chichauk Il'sichninch Cha'tichol, allié et fils du chef de la race alien des Volm.
- Dans la série le Bureau des légendes, Cochise est le nom de code donné par les analystes à un ancien officier supérieur de Saddam Hussein, devenu haut responsable militaire de l'organisation Etat Islamique situé à Raqqa qui cherche à faire défection.

### Littérature
- Arnold Elliott, La flèche brisée, Editions du rocher, 1992, 494 p.
- Spencer Johnson, Un bon exemple de franchise et de confiance : Cochise raconté aux enfants, Grolier, 1980, 61 p.
- Joseph Alton Sladen, Faire la paix avec Cochise : Journal de 1872 du capitaine Joseph Alton Sladen, Éditions du Rocher, 2023, 176 p.

### BD
En bande dessinée, Cochise a un rôle récurrent dans la série Blueberry de Jean-Michel Charlier et Jean Giraud. Il apparait ainsi dans les cinq premiers albums : Fort Navajo, Tonnerre à l'ouest, L'Aigle solitaire, Le Cavalier perdu et La Piste des Navajos puis plus tard dans les albums Nez Cassé, La Longue Marche et La Tribu fantôme.
Cochise est aussi raconté dans Indeh de Ethan Hawke et Greg Ruth (Hachette comics).

### Musique
Cochise est également le titre d'une chanson du groupe de rock Audioslave. Elle figure en première position sur le premier album. C'est avec cette chanson que le public a pu découvrir le quatuor, formé des trois musiciens de Rage Against the Machine et du chanteur de Soundgarden, Chris Cornell.
Cochise est également le nom de scène du rappeur floridien Terrell Cox. Ce nom fait référence au personnage de Cochise dans le film Les Guerriers de la nuit.

### Sport
En France, le groupe de supporters de l'Association sportive de Saint-Étienne, les Green Angels ont pour emblème la tête de Cochise.
La marque italienne d'équipements de sports d'hiver Tecnica vend une gamme de chaussures de ski appelée Cochise.